# Dominion (album)
Dominion este cel de-al doilea album de studio lansat în 1997 de formația americană Kamelot. Unele melodii de pe Dominion (și de pe albumul lor de debut, Eternity), au fost înregistrate în 1991 și au apărut pe amândouă albumule menționate mai sus. Acesta a fost ultimul album cu vocalistul Mark Vanderbilt și cu bateristul Richard Warner. Albumul a fost re-lansat prin Sanctuary Records în anul 2007.

## Listă melodii
Toate melodiile sunt scrise de Richard Warner & Thomas Youngblood, cu excepția celor notate
| Nr. | Titlu                                                   | Durată |
| --- | ------------------------------------------------------- | ------ |
| 1.  | "Ascension (Instrumental)" (David Pavlicko, Youngblood) | 1:25   |
| 2.  | "Heaven"                                                | 3:39   |
| 3.  | "Rise Again"                                            | 4:06   |
| 4.  | "One Day I'll Win"                                      | 5:39   |
| 5.  | "We Are Not Separate"                                   | 3:45   |
| 6.  | "Birth of a Hero"                                       | 5:17   |
| 7.  | "Creation (Instrumental)" (Glenn Barry, Youngblood)     | 5:06   |
| 8.  | "Sin"                                                   | 3:35   |
| 9.  | "Song of Roland"                                        | 4:54   |
| 10. | "Crossing Two Rivers"                                   | 4:29   |
| 11. | "Troubled Mind" (Pavlicko, Warner, Youngblood)          | 4:39   |

## Personal
- Mark Vanderbilt – vocalist
- Thomas Youngblood – chitară, voce de fundal
- David Pavlicko – clape
- Glenn Barry – chitară bas
- Richard Warner – tobe

## Informații despre album
- Produs și proiectat de către Jim Morris pentru D.U.A.F Productions
- Asistenți: Dave Wehner, Brian Benscoter
- Management: Fotografie: Buni Zubaly
- Artă și design: Derek Tub
- Consultare grafică: Rachel Youngblood
- Reprezentare juridică: Julie Milham, Esq.

## Legături externe
- Site web oficial